# 조타 (남월)
찌에우다(베트남어: Triệu Đà / 趙佗 조타, 병음: Zhào Tuó, 기원전 257년? ~ 기원전 137년)는 남월의 초대 임금(재위: 기원전 207년 ~ 기원전 137년)으로, 진나라의 항산군 진정현(眞定縣) 사람이다. 진나라 말기의 혼란기에 남해군과 그 주변 지역을 병합하고 독립국을 세웠다. 철기 무역을 놓고 고황후와 대립해 한때 황제를 일컬었으며, 문제에게서 책봉을 받은 후에도 외왕내제의 형식을 취했다. 시호는 무왕(베트남어: 武王 / Vũ Đế)·무제(베트남어: 武帝 / Vũ Vương)다. 진나라의 군위라는 의미로 위타(尉佗)라고도 한다.

## 생애
진나라에서 용천령(龍川令)을 지냈다.
이세황제가 즉위하고, 진승·오광의 난을 기점으로 진나라가 혼란에 빠지자 당시 남해위(南海尉) 임오(任囂)에게 부름을 받았다. 임오는 당시 독립하기 좋은 때라고 판단했으나 심한 병이 들어, 조타에게 군위의 정무를 맡겼다. 임오가 죽자, 횡포(橫浦)·양산(陽山)·황계(湟谿)의 관소에 격문을 돌려 길을 끊고 병사를 모으게 했으며, 진나라에서 임명한 관리들을 죽이고 자기 사람들로 채웠다.
재위 원년(기원전 207년), 계림(桂林)과 상군(象郡)을 병합했다. 이듬해 진나라가 망하자 독립하고 스스로 남월무왕(南越武王)이라 일컬었다.
재위 10년(기원전 198년), 교지와 구진 두 군을 두었다. 이 무렵 중국에서는 전한의 고제가 천하를 통일했으나, 오랜 전란으로 나라가 피폐해져 남월을 도저히 칠 여력이 없었다. 그래서 재위 12년 곧 한의 고제 11년(기원전 196년), 한에서는 육가를 파견해 조타를 남월왕(南越王)으로 삼아 독립을 인정했다.
재위 24년(기원전 184년), 한나라의 고황후 섭정 시기에 한나라에서 남월과의 철기 교역을 금했다. 조타는 이를 장사왕(長沙王) 오우의 야욕으로 비난하였다.
재위 25년(기원전 183년)에 황제의 칭호를 썼으며 장사국 변경의 몇 현을 무찌르고 돌아갔다. 한나라에서는 융려후(隆慮侯) 주조(周竈)에게 남월을 공격해 장사 싸움의 보복을 하게 했으나 더위와 습기 때문에 전염병이 일어나 정벌을 그만뒀다. 조타는 군사력과 뇌물로서 민월·서쪽의 구락을 복종시켜 남월의 판도를 동서 만여 리까지 넓히고, 제도를 한나라와 같이 했다.
재위 29년(기원전 179년), 한나라의 문제가 즉위하고서 남월을 회유하고자 한나라에 살고 있는 자신의 가문을 후대하고 다시 사신으로 육가를 보내자, 사신을 우대하고 황제의 제식을 버린 다음 한나라의 제후국으로 들어갔다. 그러나 국내에서는 몰래 황제의 예식을 계속 사용했다.
재위 71년(기원전 137년)에 사망하였다. 《대월사기전서》에서는 사망했을 당시에 그의 나이가 121세였다고 하였다.

## 같이 보기
- 중국의 역사
- 베트남의 역사
- 남월
- 찌에우 왕조
- 안즈엉브엉
- 어우락